# Rhinogobius sagittus
Rhinogobius sagittus är en fiskart som beskrevs av Chen och Miller 2008. Rhinogobius sagittus ingår i släktet Rhinogobius och familjen smörbultsfiskar. Inga underarter finns listade i Catalogue of Life.